# Henricia pacifica
Henricia pacifica is een zeester uit de familie Echinasteridae.
De wetenschappelijke naam van de soort werd in 1940 gepubliceerd door Ryoji Hayashi.